# Jack Tunney
Jack Tunney, właśc. John Tunney Jr. (ur. 21 stycznia 1935 w Toronto, zm. 24 stycznia 2004 w Lindsay) – kanadyjski promotor wrestlingu, współwłaściciel Maple Leaf Wrestling i odtwórca roli prezesa organizacji World Wrestling Federation w latach 1984–1995.

## Wczesne życie
John Tunney Jr. urodził się 21 stycznia 1935 w Toronto w prowincji Ontario w Kanadzie. Pięć lat wcześniej jego ojciec, John Tunney, założył organizację wrestlingu Queensbury Athletic Club (QAC) wspólnie z Jackiem Corcoranem i ze swoim bratem Frankiem Tunney.
Jack Tunney ukończył katolicką szkołę podstawową St. Bridget's Separate School. W czwartej klasie poznał swoją przyszłą żonę, Annę.

## Kariera w wrestlingu

### Pracownik Queensbury Athletic Club
W 1952 zaczął pracować w Queensbury Athletic Club (QAC), organizacji wrestlingu należącej w tym czasie do jego wujka, Franka Tunney, i do Jacka Corcorana. Zaczynał jako sędzia, ale wkrótce został członkiem zespołu organizującego gale. Prace zespołu przyczyniły się do sukcesu QAC. Gale były organizowane w całym południowym Ontario. Organizacja podpisała też umowę z prestiżowym stadionem, Maple Leaf Gardens. Przez pewien czas na stadionie znajdowała się też główna siedziba QAC. Organizacja regularnie urządzała gale wspólnie z National Wrestling Alliance (NWA) i World Wrestling Federation (WWF).
W 1978 Jack Tunney pośredniczył w negocjacjach z National Wrestling Alliance i Jim Crockett Promotions (JCP). Ricky Steamboat i Ric Flair zostali głównymi gwiazdami QAC i przyczynili się do utrzymania dominacji organizacji w Toronto. Dzięki negocjacjom Tunneya QAC gościło wrestlerów z różnych regionów, co czasem prowadziło do tego, że w trakcie jednej gali miało miejsce kilka walk o mistrzostwo świata, a nawet dochodziło do starć między mistrzami świata różnych organizacji, co do tej pory było rzadko tolerowane przez promotorów. W latach 80., gdy NWA zaczęło podupadać, promotorzy stali się mniej chętni do współpracy między sobą, a tym samym do wspólnych występów w QAC. W związku z tym QAC skupiło się na współpracy z WWF.

### Współwłaściciel Maple Leaf Wrestling
10 maja 1983 zmarł Frank Tunney, a nowymi właścicielami Queensbury Athletic Club zostali kuzyni Jack Tunney i Eddie Tunney. Jedną z ich pierwszych decyzji była zmiana nazwy organizacji na funkcjonującą do tej pory nieoficjalnie Maple Leaf Wrestling (MLW). Ich pierwsze gale, zorganizowane na corocznym festiwalu Canadian National Exhibition pod gołym niebem, odniosły sukces przyciągając ponad 31 tysięcy widzów. Głównymi walkami na tych galach były starcia o mistrzostwo NWA World Championship między Rikiem Flairem i Harley Race’em. W czasie zarządzania przez Jacka i Eddiego Tunneyów MLW miało monopol w Toronto i południowym Ontario.
Jack Tunney prowadził negocjacje z właścicielem World Wrestling Federation (WWF), Vince’em McMahonem, i właścicielem Jim Crockett Promotions (JCP), Jimem Crockettem. Proponował rywalizującym ze sobą właścicielom gościnne występy członków ich organizacji wrestlingu w MLW. Obaj promotorzy zgodzili się, ale Crocekett wysyłał do Toronto tylko drugorzędnych zawodników, w związku z czym Jack Tunney ostatecznie udzielił WWF wyłączności na współpracę.
Maple Leaf Wrestling było jednym z pierwszych terytoriów, które opuściło ligę National Wrestling Alliance. Miało to miejsce w lipcu 1984. W tym samym roku kuzyni Tunney oddali kontrolę nad swoją organizacją Vince’owi McMahonowi, a sami stali się zarządcami kanadyjskiego oddziału World Wrestling Federation. Z czasem Jack Tunney zyskał lepszą pozycję, zostając głównym promotorem kanadyjskiego oddziału WWF i prezesem kanadyjskiego oddziału Titan Sports (firmy Vince’a McMahona, do której należało WWF). Gale organizowanie przez MLW biły kolejne rekordy frekwencji, gromadząc publiczność liczącą 65 tysięcy na stadionie Canadian National Exhibition Stadium w 1986 i 68 tysięcy na Toronto SkyDome w 1990, kiedy to odbyła się gala Wrestlemania XI.

### Rola prezesa World Wrestling Federation
Od września 1984 do 1995 Jack Tunney odgrywał rolę prezesa World Wrestling Federation, choć w rzeczywistości tę funkcję nadal sprawował Vince McMahon. Postać odgrywana przez Tunneya była poważna i zrównoważona, co miało kontrastować z szaleństwem, jakie odbywało się w programach WWF. Jego występy były rzadkie i krótkie, dzięki czemu sama jego obecność podkreślała wagę sytuacji. Czasem nazywano go pseudonimem Hammerhead (pl. rekin młot). Jednym z jego głównych krytyków w kayfabe był manager Bobby Heenan.

#### Rywalizacja Hulka Hogana i André the Gianta
21 maja 1986 Bobby Heenan wspomniał, że spotkał się z Jackiem Tunneyem aby przekonać go do zawieszenia zawodnika André the Gianta. 15 lipca Tunney ogłosił, że wrestler został zawieszony na czas nieokreślony z powodu braku obecności na zbyt wielu galach. Tymczasem André brał już udział w gali jako olbrzymi zamaskowany członek drużyny The Machines. Gdy Bobby Heenan poskarżył się na to Tunneyowi, ten stwierdził, że obaj członkowie The Machines mają japońskie paszporty i żaden z nich nie należy do André. Tunney zasugerował też, że zamaskowanym olbrzymem może być Giant Baba. Obiecał jednak, że jeśli którykolwiek z członków The Machines okaże się zawieszony wrestlerem, zostanie zawieszony dożywotnio. Tunney odwiesił André 20 listopada. Ogłosił, że decyzja ta została podjęta na spotkaniu, w którym nie uczestniczył sam zawodnik, ale za to obecny był Bobby Heenan. Jak się potem okazało, Heenan już wtedy planował podstępnie przeciągnąć olbrzyma na swoją stronę.
5 stycznia 1987 w segmencie Piper's Pit, Jack Tunney przyznał Hulkowi Hoganowi trofeum za wyjątkowe osiągnięcia w wrestlingu, w tym posiadanie głównego mistrzostwa WWF nieprzerwanie przez trzy lata. W tym segmencie pojawił się też André the Gianta, aby pogratulować nagrodzonemu. Następnie w Piper's Pit Tunney nagrodził podobnym trofeum samego André the Gianta za bycie jedynym wieloletnim zawodnikiem WWF, który nigdy nie został pokonany. Hulk Hogan, chcąc pogratulować nagrodzonemu, wygłosił przemowę, którą zdominował cały segment i nie dopuścił olbrzyma do głosu. Współprowadzący program Prime Time Wrestling z 26 stycznia Bobby Heenan skrytykował zachowanie Hogana. Zauważył też, że trofeum André było znacznie mniejsze od trofeum Hogana. Te wydarzenia doprowadziły do tego, że 26 stycznia w Piper's Pit André ujawnił się jako heel oraz nowy klient Bobby’ego Heenana i rozpoczął rywalizację z Hulkiem Hoganem, wyzywając go na walkę o główne mistrzostwo WWF na gali WrestleMania III.
Jack Tunney pośredniczył w podpisaniu kontraktu na walkę między rywalami. Segment został wyemitowany 2 marca 1987 w odcinku Prime Time Wrestling. Obecny przy podpisywaniu kontraktu był też manager Bobby Heenan, który skarżył się, że pas mistrzowski WWE World Heavyweight Championship został zaprojektowany specjalnie dla Hulka Hogana i nie pasuje ani rozmiarem ani charakterem do André the Gianta. W związku z tym 21 marca, w segmencie Piper's Pit, Jack Tunney zaprezentował nowy większy pas mistrzowski, który miał zostać wręczony zwycięzcy walki o ten tytuł.
Chociaż André przegrał walkę o mistrzostwo, jego rywalizacja z mistrzem się nie skończyła. 8 grudnia 1987 Ted DiBiase odkupił od Bobby’ego Heenana kontrakt na bycie managerem André. Ogłosił przy tym, że wrestler zdobędzie mistrzostwo Hulka Hogana, a następnie przekaże je Dibiase. 14 grudnia w odcinku Prime Time Wrestling Tunney został zapytany przez reporterów WWF czy istnieje możliwość sprzedaży mistrzostwa, ale Tunney nie potrafił odpowiedzieć na pytanie i powiedział, że musi to jeszcze zweryfikować.
24 stycznia 1988, w czasie gali Royal Rumble, Tunney pośredniczył w podpisaniu kolejnego kontraktu na walkę między André i Hoganem. Walkę wygrał Hogan. André pokonał rywala w walce o mistrzostwo dopiero 5 lutego, a następnie sprzedał tytuł swojemu managerowi. Sędzią w walce miał być Dave Hebner, później jednak okazało się, że był on zamknięty w szatni, a jego miejsce zajął jego brat bliźniak Earl Hebner, który sędziował niezgodnie z zasadami, tak aby umożliwić André wygraną. Tunney oświadczył, że przeprowadzona transakcja nie jest ważna, a tytuł zostaje natychmiast zawieszony i będzie nagrodą w czternastoosobowym turnieju, którego finał odbędzie się na gali WrestleMania IV.

#### Inne znaczące występy
26 stycznia 1987 tag team The Hart Foundation (Bret Hart i Jim Neidhart) pokonał tag team The British Bulldogs (Davey Boy Smith i Dynamite Kid) w walce o pas WWF Tag Team Championship. Do wyniku walki przyczyniły się między innymi interwencja w ringu managaera Jimmy’ego Harta i kontrowersyjne decyzje Danniego Davisa. Ponieważ Davis sprawiał już problemy w przeszłości, Tunney podjął decyzję o odebraniu Davisowi licencji sędziowskiej na zawsze.
12 maja 1987 mimo nacisków ze strony wrestlera Honkytonk Mana i jego managera Jimmy’ego Harta, Jack Tunney ogłosił, że ruch DDT nie zostanie zakazany.
8 grudnia 1987 drużyna The Islanders będąca pod opieką managera, Bobby’ego Heenana, porwała buldoga o imieniu Matilda, który należał do drużyny The British Bulldogs. Jack Tunney ogłosił, że porywacze zostają zawieszeni do czasu aż pies się odnajdzie. Odnalezienie buldoga i odwieszenie wrestlerów nastąpiło 5 stycznia 1988.
3 sierpnia 1988 Jack Tunney ukarał Rona Bassa grzywną o wysokości 10 tysięcy dolarów za zaatakowanie Brutusa Beefcake’a.
25 października 1988 był gościem segmentu Brother Love Show, którym skonfrontował się z nim wrestler Bad News Brown. Zawodnik zapytał się właściciela organizacji dlaczego nie daje mu szans na walkę o tytuł mistrzowski WWF Heavyweight Championship i oskarżył o romans z Miss Elizabeth, która była managerem ówczesnego mistrza. Następnie Brown zaczął dusić Tunneya, powalił go na kolana i zagroził mu. W związku z tym 16 listopada Tunney podjął decyzję o ukaraniu Browna grzywną o wysokości 20 tysięcy dolarów. Tunney chciał też zawiesić zawodnika, ale od tej decyzji odwiódł go mistrz WWF Heavyweight, Randy Savage, który wyjaśnił, że chce wyrównać rachunki w ringu.
18 lipca 1989 podjął decyzję o zawieszeniu sędziego Rona Garvina w związku z fizycznym zaangażowaniem w walki, które sędziował i wielokrotnym ignorowaniem ostrzeżeń Tunneya. Za namową Grega Valentine'a Tunney zgodził się jednak odwiesić Garvina aby ten mógł brać udział w walkach, nadal jednak nie mógł pełnić roli sędziego. 19 lipca Tunney oficjalnie ogłosił odwieszenie Garvina.
22 stycznia 1990 ogłosił, że 1 kwietnia na gali WrestleMania VI zmierzą się posiadacz pasa mistrzowskiego WWF World Championship, Hulk Hogan i posiadacz Intercontinental Championship, The Ultimate Warrior. W czasie pojedynku bronione miały być oba tytuły. Walkę wygrał Warrior, w związku z czym 3 kwietnia Tunney ogłosił wakat tytułu Intercontinental i zapowiedział turniej, w którym nagrodą miał być zwakowany pas mistrzowski.
9 października 1990 zawiesił Ricka Rude'a za obrażanie matki Big Boss Mana przez wiele tygodni i obciążył Boggiego Heenana zobowiązaniami z tym związanymi.
29 października 1990 po tym jak trzej członkowie The Demolition pomogli The Orient Express w napaści na Legion of Doom, Jack Tunney wydał oświadczenie. Od tej pory drużyna The Demolition nie może liczyć więcej niż dwóch członków, zostają oni objęci okresem próbnym, a The Orient Express i ich manager Mr. Fuji mają się zmierzyć z Legion of Doom w handicap matchu.
W 1991 Randy Savage, który z powodu zakładu towarzyszącemu jego ostatniej walce z Ultimate Warriorem został zmuszony do przejścia na emeryturę, wielokrotnie prosił Jacka Tunneya o powrót do walk. Prezes po wielu prośbach i pod presją fanów Savage’a zgodził się przywrócić wrestlera do zawodu 21 października.
12 listopada 1991 zwakował mistrzostwo Hulka Hogana, WWF World Championship. Przyczyną była interwencja Rica Flaira w dwóch ostatnich walkach, w których nastąpiła zmiana posiadacza. Zgodnie z decyzją Tunneya, tytuł miał zostać przyznany zwycięzcy głównej walki na gali Royal Rumble 19 stycznia 1992. Tunney dał przewagę dwóm ostatnim posiadaczom mistrzostwa, Hoganowi i The Undertakerowi, przydzielając im numer 20 i 30 w walce o tytuł.
12 stycznia 1994 po tym jak główna walka na Royal Rumble zakończyła się remisem pojawił się problem który zwycięzca otrzyma szansę na walkę o główne mistrzostwo WWF. Tunney ogłosił, że na gali WrestleMania X odbędą się dwie walki o tytuł, a rzut monetą w odcinku Raw zadecyduje kto pierwszy zmierzy się z mistrzem.

#### Zakończenie współpracy
W 1995 WWF przechodziło kryzys popularności, który odcisnął piętno na wynikach finansowych, w związku z czym Vince McMahon 12 lipca zarządził restrukturyzację i podjął decyzję o zamknięciu kanadyjskiego oddziału, zwalniając przy tym wszystkich jego pracowników z Jackiem Tunneyem włącznie. Tunney nadal jednak był właścicielem stadionu Maple Leaf Gardens, który okazjonalnie udostępniał WWF. Jack Tunney nigdy więcej nie pojawił się w programach WWF lub WWE, ani nie został w nich wspomniany.

## Śmierć
24 stycznia 2004 w Lindsay, w kanadyjskiej prowincji Ontario, Jack Tunney zmarł we śnie z powodu zawału mięśnia sercowego.
Ceremonia pogrzebowa odbyła się 27 stycznia 2004 o godzinie 10:00 w Kościele rzymskokatolickim Świętego Różańca przy ulicy 354 St. Clair Avenue West w Toronto. Rodzina Tunneya wezwała do wpłacania w intencji zmarłego datków na fundację Heart and Stroke Foundation of Canada lub Canadian Cancer Society.
Jego śmierć nie została wspomniana w jakikolwiek sposób przez WWE. Organizacja nie wysłała też reprezentacji na jego pogrzeb.

## Życie prywatne
Miał żonę Annę, którą poznał w czwartej klasie szkoły podstawowej. Razem mieli dwie córki: Jane, która wyszła za Billa Tunsteada, i Jackie, która wyszła za Dennisa Gregorisa. Anna zmarła w 1991. Następnie Jack Tunney związał się z Patricią Zownir.
Jacka Tunneya przeżyli: jego obie córki i obaj zięciowie, dwójka wnucząt, dwie siostry, trzech braci oraz partnerka Patricia Zownir.